# Stipa perplexa
Stipa perplexa là một loài thực vật có hoa trong họ Hòa thảo. Loài này được (Hoge & Barkworth) Wipff & S.D.Jones miêu tả khoa học đầu tiên năm 1995.